# Isla de los Vascos (Argentina)
Isla de los Vascos es una isla en Argentina. Se encuentra en la provincia de Santa Fe, en la parte noreste del país, a 600 km al norte de la capital Buenos Aires.
El paraje alrededor de la Isla de los Vascos se compone principalmente de las zonas húmedas.
Alrededor de la Isla de los Vascos está escasamente poblada, con 19 habitantes por kilómetro cuadrado.
El clima en la zona es húmedo y subtropical. La temperatura media anual en la zona es de 19 °C.
El mes más cálido es febrero, cuando la temperatura promedio es de 25 °C, y el más frío es julio, con 13 °C.
La precipitación media anual es de 1733 milímetros. El mes más lluvioso es diciembre, con un promedio de 343 mm de precipitación, y el más seco es junio, con 38 mm de lluvia.
- Datos: Q21828065